# Mesnil-Saint-Nicaise
Pour les articles homonymes, voir Nicaise.
Mesnil-Saint-Nicaise est une commune française située dans le département de la Somme, en région Hauts-de-France.

## Géographie

### Localisation
La commune est un village picard du Santerre, situé limitrophe de Nesle. Elle est desservie par la déviation de l'ex-route nationale 30.
Une partie des installations de la gare de Nesle se trouve sur le territoire communal.

### Hameaux et écarts
La commune compte un hameau, Mesnil-le-Petit.

### Hydrographie
La commune est située dans le bassin Artois-Picardie. Elle n'est drainée par aucun cours d'eau.

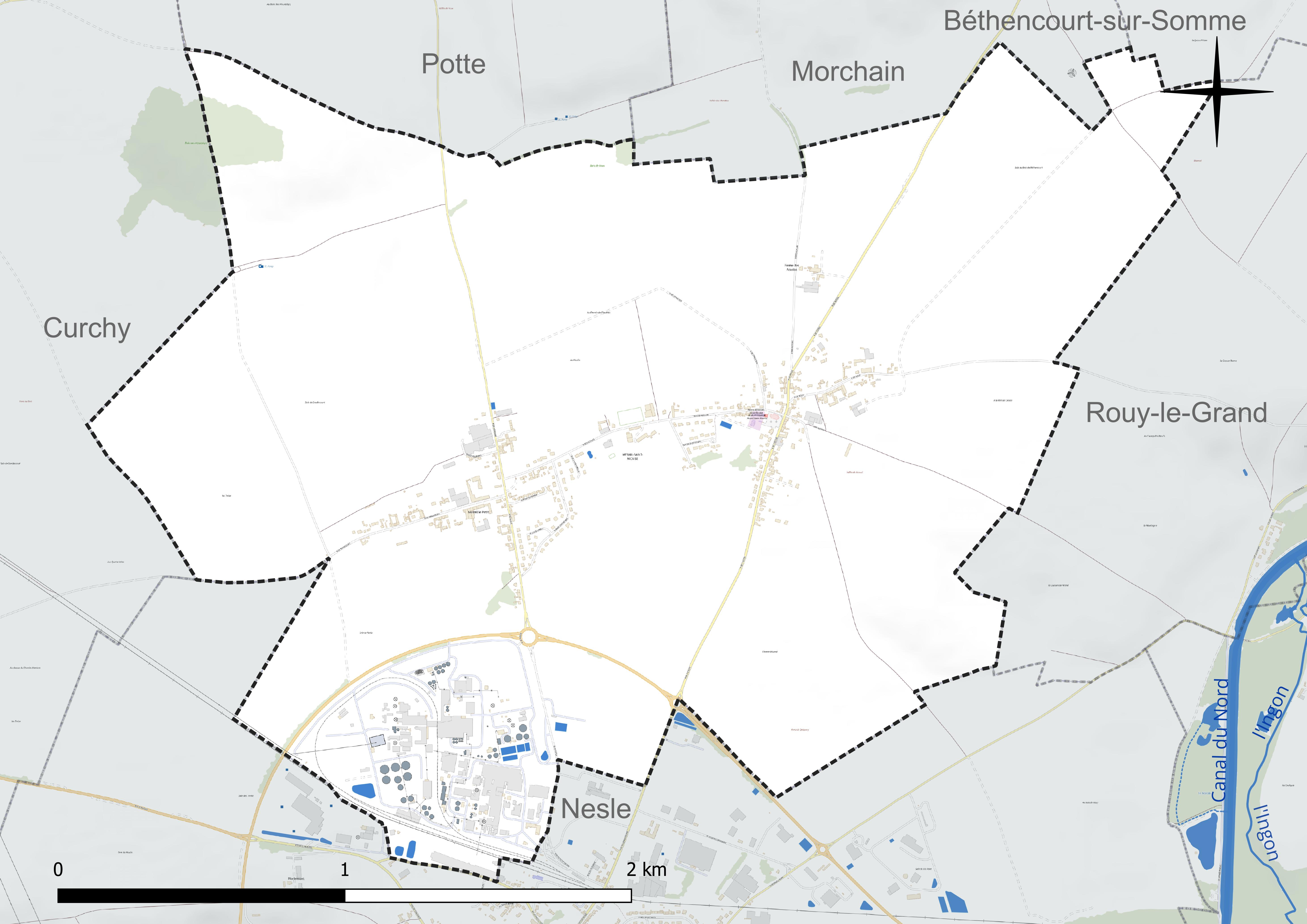
Réseau hydrographique de Mesnil-Saint-Nicaise.

### Climat
Pour des articles plus généraux, voir Climat des Hauts-de-France et Climat de la Somme.
En 2010, le climat de la commune est de type climat océanique dégradé des plaines du Centre et du Nord, selon une étude du CNRS s'appuyant sur une série de données couvrant la période 1971-2000. En 2020, Météo-France publie une typologie des climats de la France métropolitaine dans laquelle la commune est exposée à un climat océanique et est dans la région climatique Nord-est du bassin Parisien, caractérisée par un ensoleillement médiocre, une pluviométrie moyenne régulièrement répartie au cours de l'année et un hiver froid (3 °C).
Pour la période 1971-2000, la température annuelle moyenne est de 10,4 °C, avec une amplitude thermique annuelle de 14,9 °C. Le cumul annuel moyen de précipitations est de 706 mm, avec 11,2 jours de précipitations en janvier et 9 jours en juillet. Pour la période 1991-2020, la température moyenne annuelle observée sur la station météorologique la plus proche, située sur la commune d'Estrées-Mons à 13 km à vol d'oiseau, est de 11,0 °C et le cumul annuel moyen de précipitations est de 647,5 mm,. Pour l'avenir, les paramètres climatiques de la commune estimés pour 2050 selon différents scénarios d'émission de gaz à effet de serre sont consultables sur un site dédié publié par Météo-France en novembre 2022.

## Urbanisme

### Typologie
Au 1er janvier 2024, Mesnil-Saint-Nicaise est catégorisée commune rurale à habitat dispersé, selon la nouvelle grille communale de densité à sept niveaux définie par l'Insee en 2022.
Elle appartient à l'unité urbaine de Nesle, une agglomération intra-départementale regroupant deux  communes, dont elle est une commune de la banlieue,,. La commune est en outre hors attraction des villes,.

### Occupation des sols
L'occupation des sols de la commune, telle qu'elle ressort de la base de données européenne d'occupation biophysique des sols Corine Land Cover (CLC), est marquée par l'importance des territoires agricoles (81,5 % en 2018), en diminution par rapport à 1990 (86,5 %). La répartition détaillée en 2018 est la suivante : 
terres arables (81,4 %), zones urbanisées (9,9 %), zones industrielles ou commerciales et réseaux de communication (8,6 %), zones agricoles hétérogènes (0,1 %). L'évolution de l'occupation des sols de la commune et de ses infrastructures peut être observée sur les différentes représentations cartographiques du territoire : la carte de Cassini (XVIIIe siècle), la carte d'état-major (1820-1866) et les cartes ou photos aériennes de l'IGN pour la période actuelle (1950 à aujourd'hui).

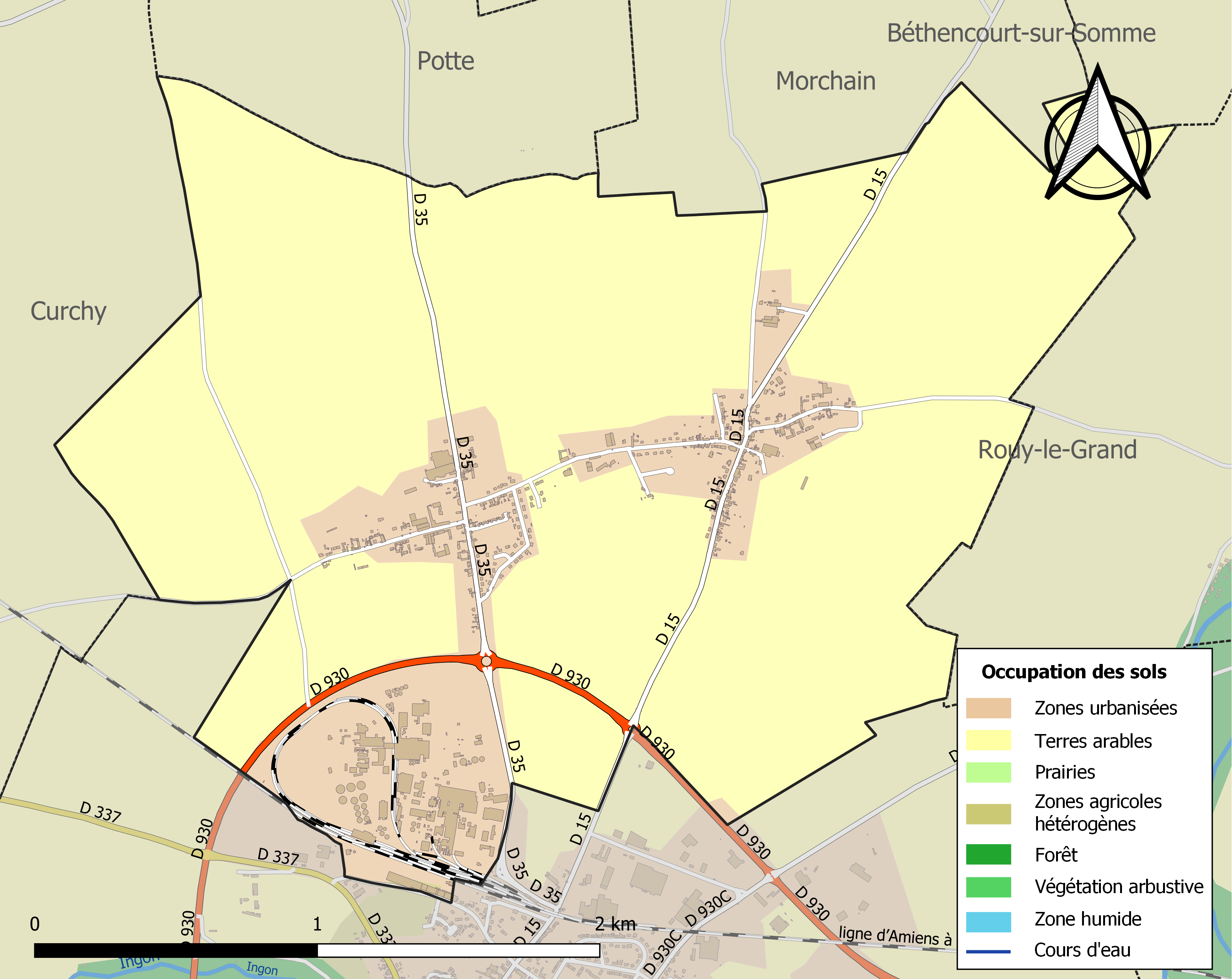
Carte des infrastructures et de l'occupation des sols de la commune en 2018 (CLC).

### Voies de communication et transports
La localité est desservie par les autocars du réseau inter-urbain Trans'80, Hauts-de-France (ligne no 52, Nesle - Hombleux - Ham).

## Toponymie
Le nom de la localité est attesté sous la forme Maisnille en 1343 et apparait dans un échange entre l'évêque Bernard et le chanoine de Noyon, dans l'Oise, sous la forme Maysnil en 1554, suivi d'un Mesnil-S.Nicaise en 1567.
« Mesnil », toponyme très répandu en France, à partir de Mansionem, le bas-latin a créé un nouveau terme dérivé du mot latin mansionile, diminutif de mansio, demeure, habitation, maison. Devenu en français médiéval maisnil, mesnil, « maison avec terrain ».
Saint Nicaise: la chapelle primitive du village, du XIIIe siècle, est dédiée à Nicaise de Reims.

## Histoire
Première Guerre mondiale
Le village est considéré comme détruit à la fin de la guerre.
Un cimetière militaire allemand a été créé dans le village dès 1917
Il a été décoré de la Croix de guerre 1914-1918 le 27 octobre 1920.
.
La  sucrerie de Mesnil-Saint-Nicaise, ayant subi des dommages de guerre, est reconstruite en 1922, notamment le magasin industriel dit cyanurerie. Elle est le prédécesseur de l'usine Ajinomoto-Nesle actuelle

## Politique et administration

### Rattachements administratifs et électoraux
La commune se trouve dans l'arrondissement de Péronne du département de la Somme. Pour l'élection des députés, elle fait partie depuis 2012 de la cinquième circonscription de la Somme.
Elle faisait partie depuis 1793 du canton de Nesle. Dans le cadre du redécoupage cantonal de 2014 en France, la commune intègre le canton de Ham, dont elle est désormais membre.

### Intercommunalité
La commune  faisait partie de la communauté de communes du Pays Neslois (CCPN), créée fin 2001, et qui succédait au district de Nesle, créé par arrêté préfectoral du 22 mai 1964.
La loi portant nouvelle organisation territoriale de la République (Loi NOTRe) du 7 août 2015, prévoyant que les établissements publics de coopération intercommunale (EPCI) à fiscalité propre doivent avoir un minimum de 15 000 habitants, le schéma départemental de coopération intercommunale (SDCI) arrêté par le préfet de la Somme le 30 mars 2016 prévoit notamment la fusion des communautés de communes du Pays Hamois et celle du Pays Neslois, afin de constituer une intercommunalité de 42 communes groupant 20 822 habitants, et précise qu'il « s'agit d'un bassin de vie cohérent dans lequel existent déjà des migrations pendulaires entre Ham et Nesle. Ainsi Ham offre des équipements culturels, scolaires et sportifs (médiathèque et auditorium de musique de grande capacité, lycée professionnel, complexe nautique), tandis que Nesle est la commune d'accueil de grandes entreprises de l'agroalimentaire ainsi que de leurs sous-traitants ».
La fusion intervient le 1er janvier 2017 et la nouvelle structure, dont la commune fait désormais partie, prend le nom de communauté de communes de l'Est de la Somme,.

### Liste des maires
| Période                                  | Période                      | Identité           | Étiquette | Qualité                         |
| ---------------------------------------- | ---------------------------- | ------------------ | --------- | ------------------------------- |
| Les données manquantes sont à compléter. |                              |                    |           |                                 |
| avant 1988                               | ?                            | Alexandre Delannoy |           |                                 |
| Les données manquantes sont à compléter. |                              |                    |           |                                 |
| 1996                                     | En cours (au 8 octobre 2020) | Jacques Merlier    |           | Réélu pour le mandat 2020-2026, |

## Démographie
L'évolution du nombre d'habitants est connue à travers les recensements de la population effectués dans la commune depuis 1793. Pour les communes de moins de 10 000 habitants, une enquête de recensement portant sur toute la population est réalisée tous les cinq ans, les populations de référence des années intermédiaires étant quant à elles estimées par interpolation ou extrapolation. Pour la commune, le premier recensement exhaustif entrant dans le cadre du nouveau dispositif a été réalisé en 2008.

En 2022, la commune comptait 563 habitants, en évolution de +0,18 % par rapport à 2016 (Somme : −1,26 %, France hors Mayotte : +2,11 %).
| 1793 | 1800 | 1806 | 1821 | 1831 | 1836 | 1841 | 1846 | 1851 |
| ---- | ---- | ---- | ---- | ---- | ---- | ---- | ---- | ---- |
| 346  | 345  | 369  | 469  | 479  | 466  | 465  | 466  | 460  |

| 1856 | 1861 | 1866 | 1872 | 1876 | 1881 | 1886 | 1891 | 1896 |
| ---- | ---- | ---- | ---- | ---- | ---- | ---- | ---- | ---- |
| 481  | 509  | 502  | 513  | 522  | 548  | 525  | 530  | 562  |

| 1901 | 1906 | 1911 | 1921 | 1926 | 1931 | 1936 | 1946 | 1954 |
| ---- | ---- | ---- | ---- | ---- | ---- | ---- | ---- | ---- |
| 560  | 526  | 527  | 422  | 608  | 535  | 502  | 495  | 508  |

| 1962 | 1968 | 1975 | 1982 | 1990 | 1999 | 2006 | 2008 | 2013 |
| ---- | ---- | ---- | ---- | ---- | ---- | ---- | ---- | ---- |
| 508  | 502  | 504  | 563  | 504  | 517  | 536  | 541  | 565  |

| 2018 | 2022 | - | - | - | - | - | - | - |
| ---- | ---- | - | - | - | - | - | - | - |
| 559  | 563  | - | - | - | - | - | - | - |

## Économie
L'usine Ajinomoto-Nesle se trouve sur le territoire communal, ainsi qu'une sucrerie du groupe Tereos, spécialisée dans l'agrochimie.
Leur présence donne à la commune un important potentiel fiscal, le premier du département en 2014, avec 4 567 € par habitant, à comparer à de nombreuses communes qui n'ont qu'un potentiel d'environ 500 €.
En 2018, la commune accueille plus de 600 emplois directs et pèse 50 % de l'ensemble des entreprises du territoire de la communauté de communes de l'Est de la Somme.

## Culture locale et patrimoine

### Lieux et monuments
- Fanum gallo-romain : dans le cadre des recherches archéologiques menées depuis 2009, une équipe de l'Inrap a découvert un sanctuaire gallo-romain (probablement un sanctuaire des eaux du IIe siècle ou IIIe siècle, apportant santé et guérison) et des puits antiques contenant notamment un ensemble d'objets à caractère votif (ex-voto anatomiques : sculptures en bois  figurant des jambes ; objets céramiques dont des statuettes d'animaux, de déesses mères)[34].
- Église Saint-Nicaise[35], reconstruite après les destructions de la Première Guerre mondiale[36]

.

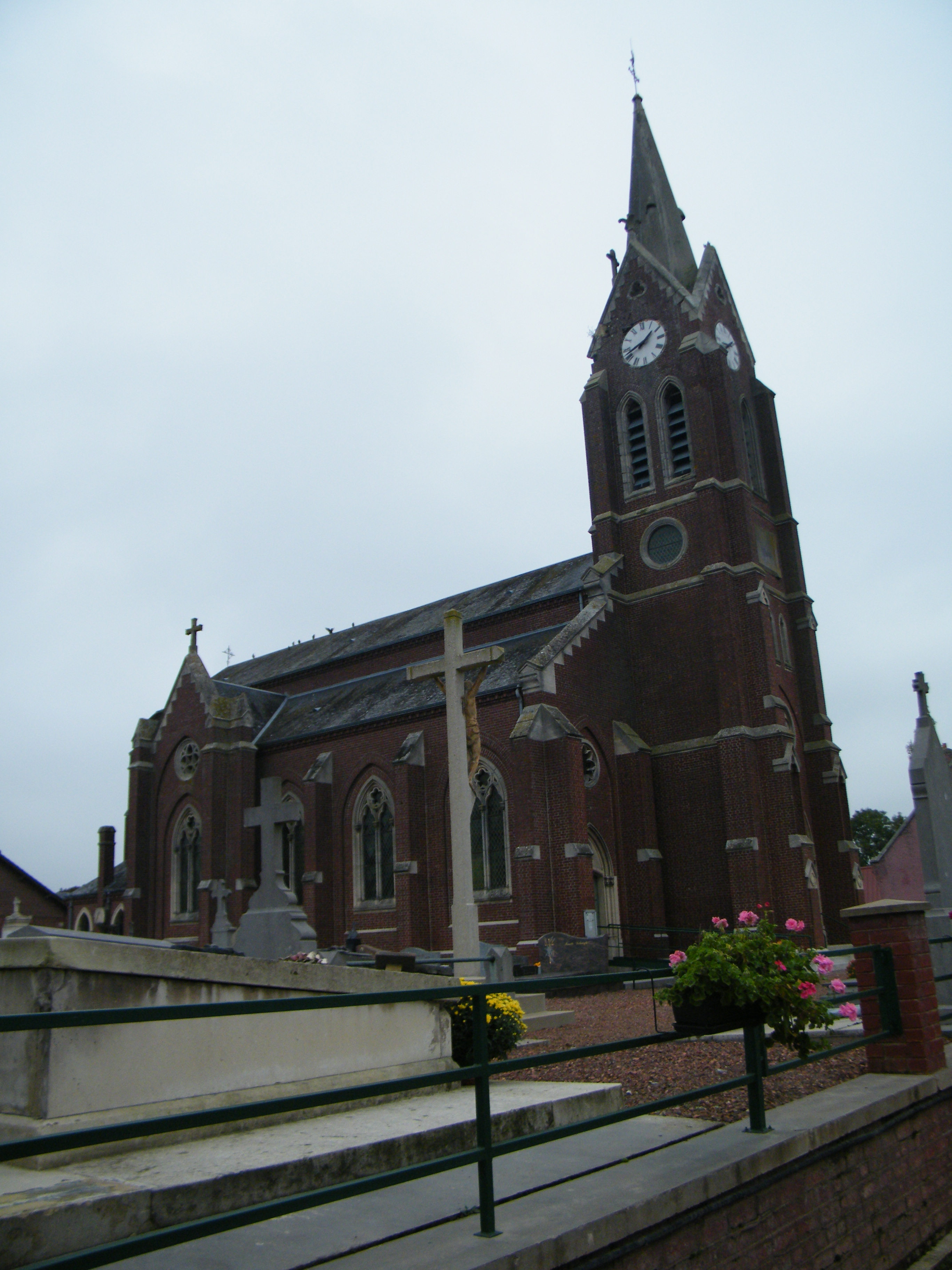
L'église Saint-Nicaise.
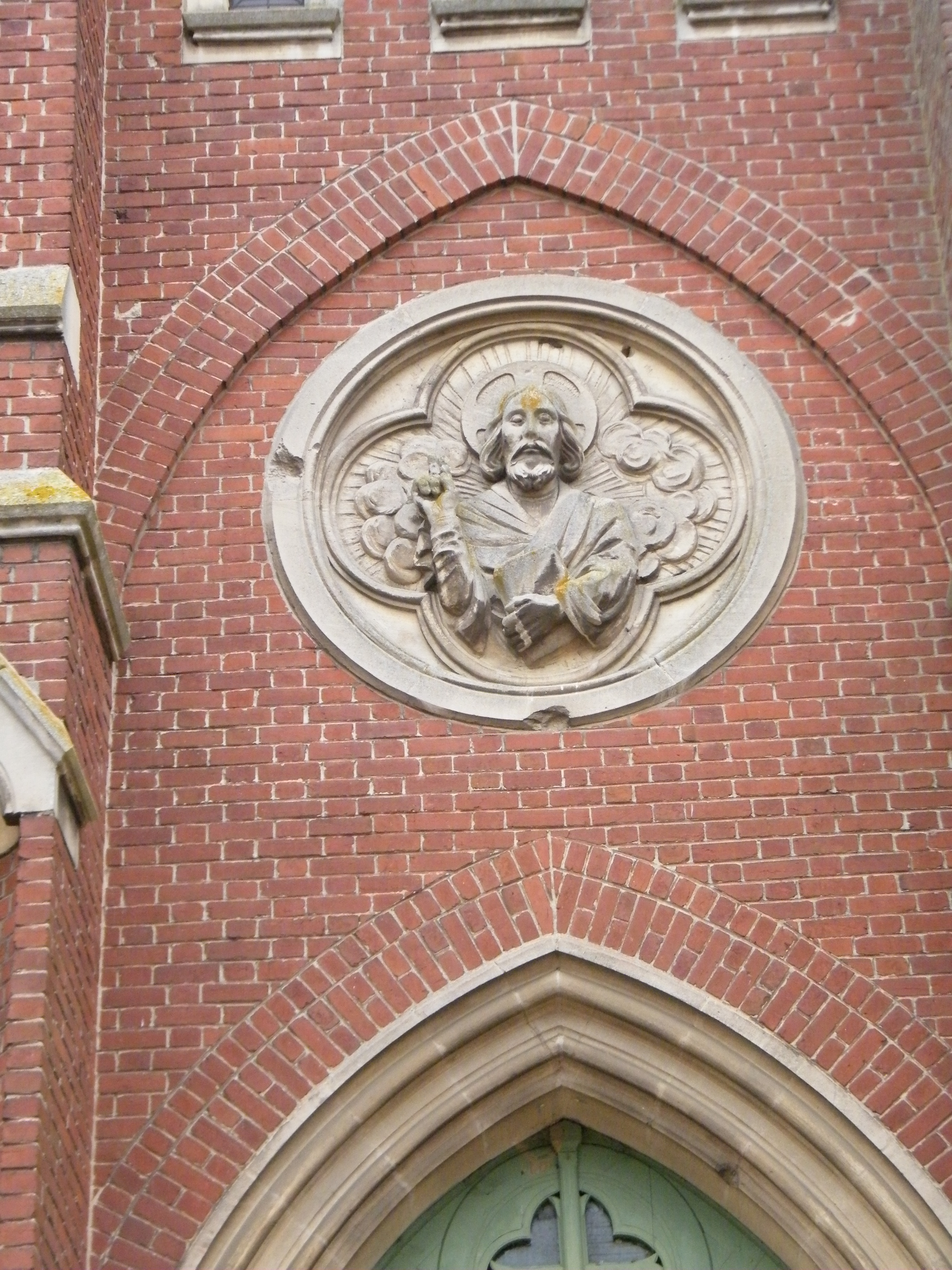
Détail du clocher.
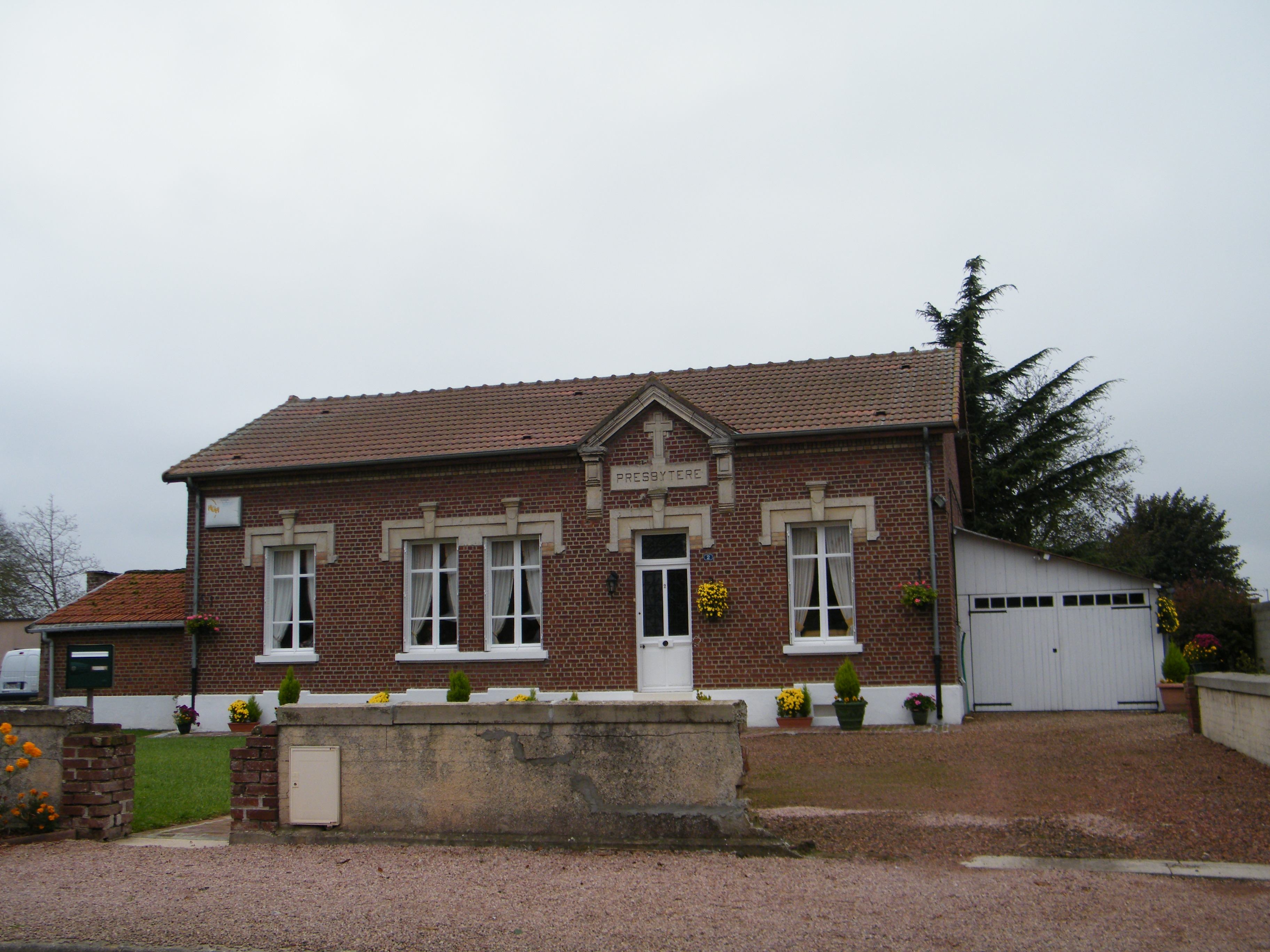
Presbytère.

## Pour approfondir